# Канікоса-де-ла-Сьєрра
Канікоса-де-ла-Сьєрра (ісп. Canicosa de la Sierra) — муніципалітет в Іспанії, у складі автономної спільноти Кастилія-і-Леон, у провінції Бургос. Населення — 571 особа (2010).
Муніципалітет розташований на відстані близько 180 км на північ від Мадрида, 70 км на південний схід від Бургоса.

## Демографія
Динаміка населення (INE ):

## Галерея зображень

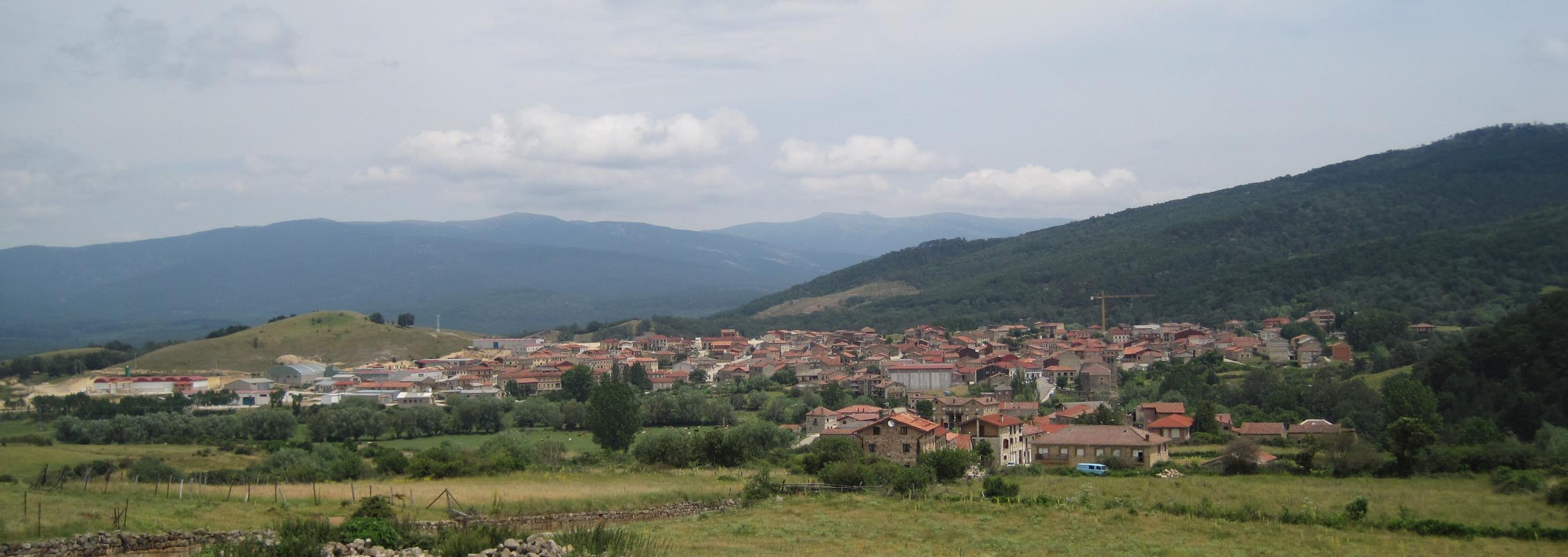
Канікоса
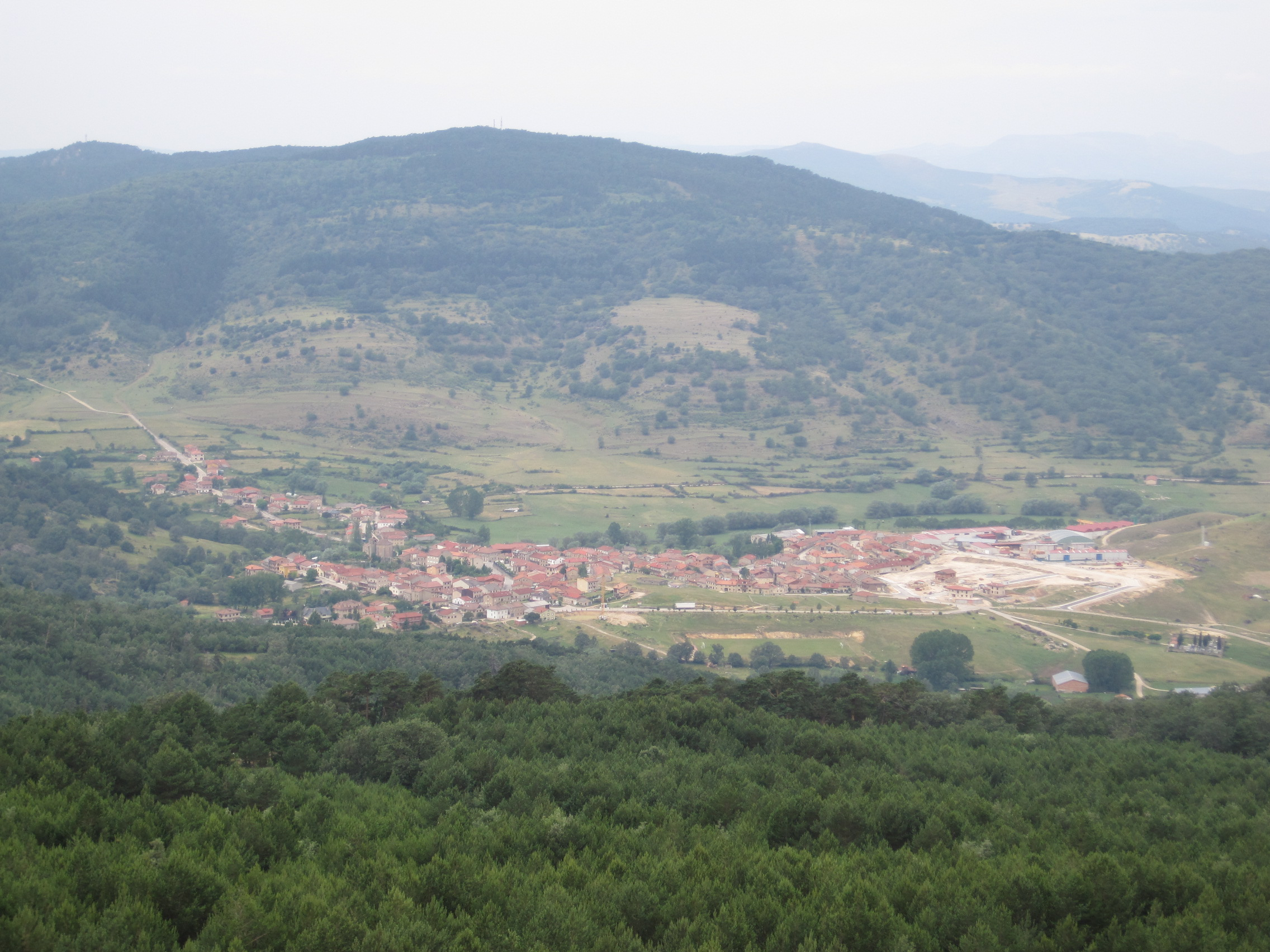
Канікоса з гори Аранья
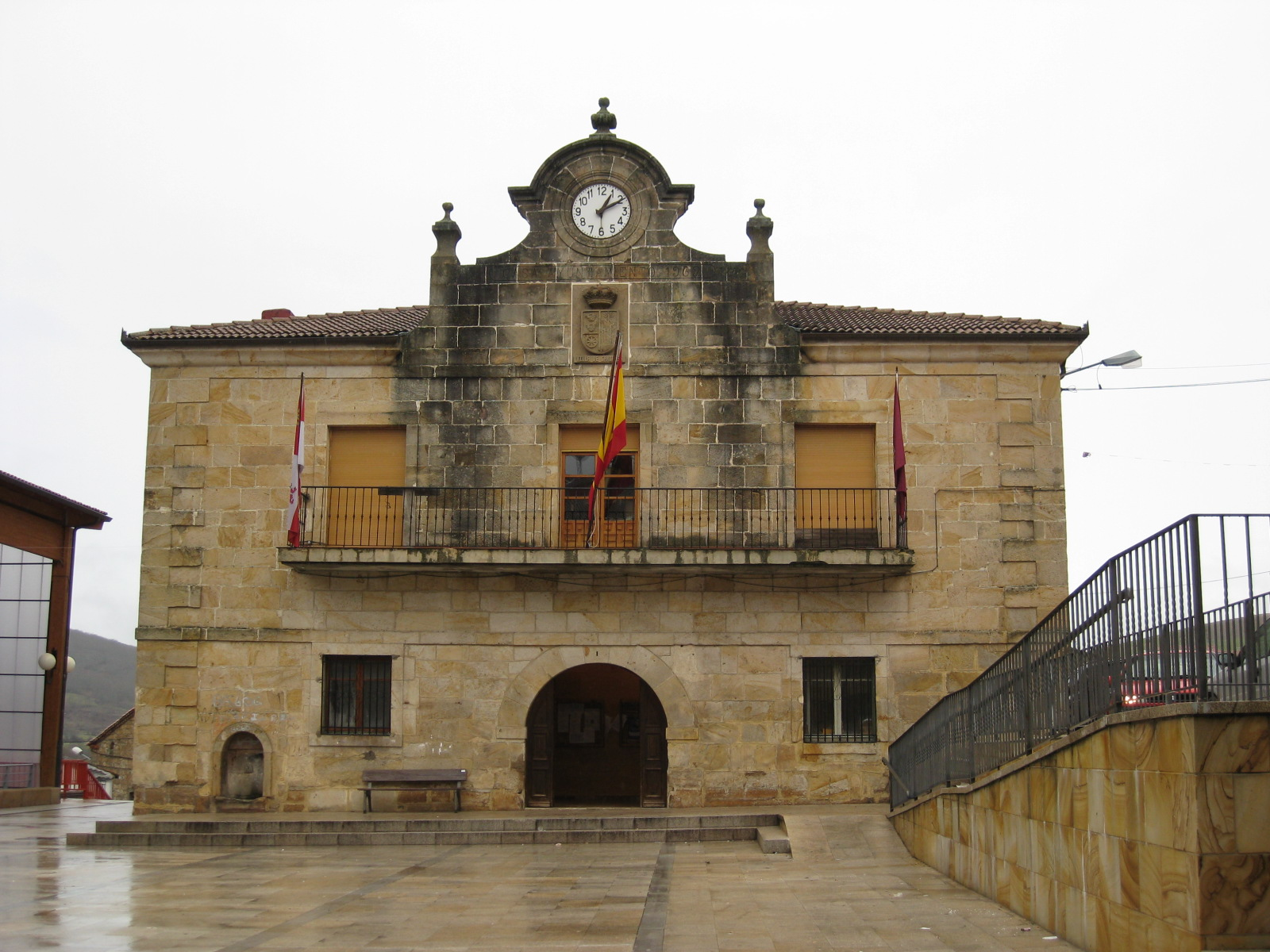
Будинок муніципальної ради
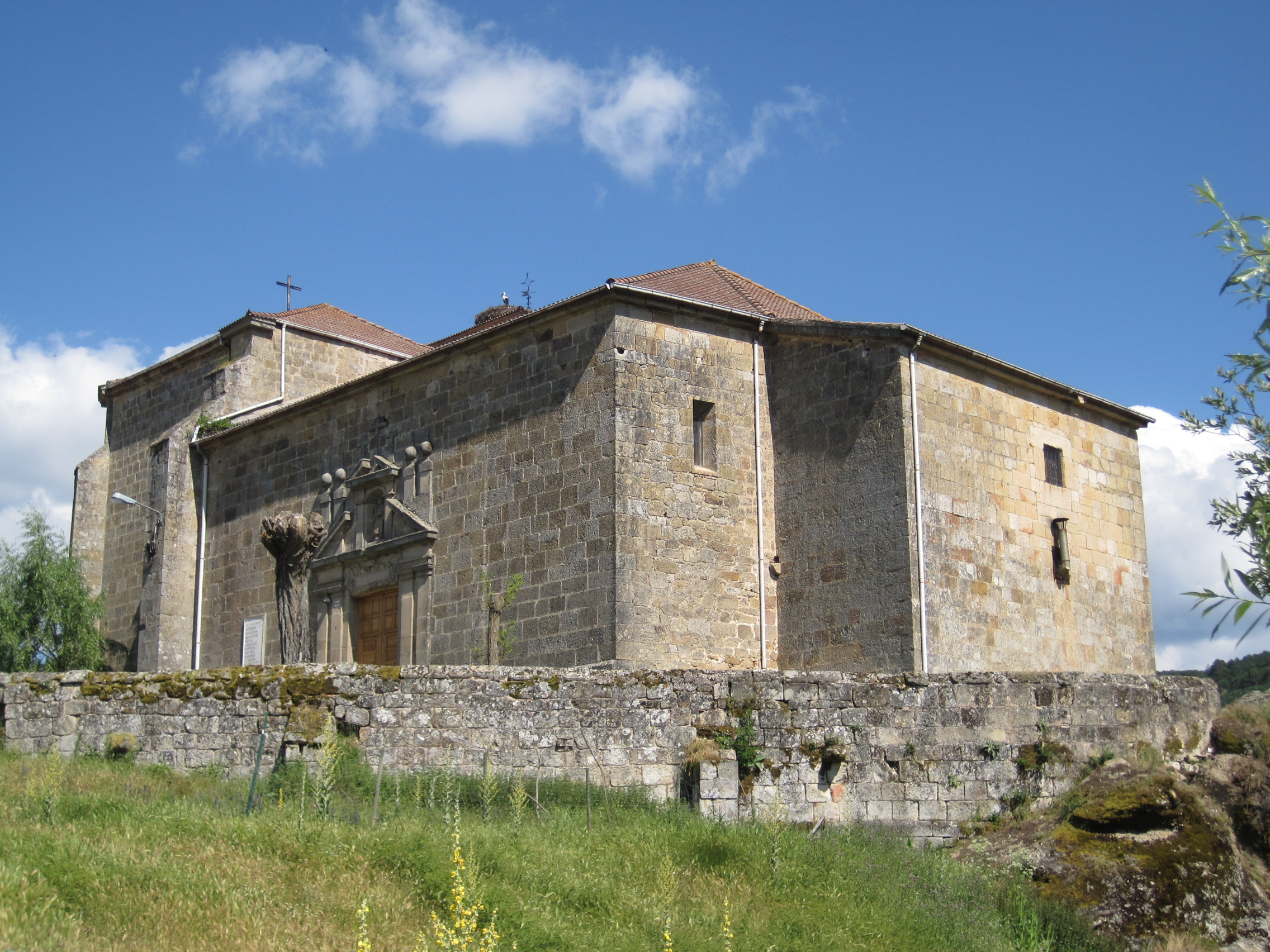
Церква у Канікосі